# Islas Eagle
Las islas Eagle (en inglés: Eagle Islands) es un grupo de dos islas en el archipiélago de Chagos. Están ubicados en el borde del centro-oeste del Banco del Gran Chagos, que es la estructura de atolón de coral más grande del mundo. 
Con una superficie de 2,45 km², la Île Aigle es la isla más grande del Banco de Gran Chagos, y después de Diego García en la segunda mayor del archipiélago de Chagos. 

## Islas
- Isla Eagle (Eagle Island; Île Aigle)
- Isla Cow Sea (Cow Sea Island; Île Vache Marine)